# Etxarri (Navarra)
|  | Per a altres significats, vegeu «Etxarri (Larraun)». |

Etxarri (en castellà Echarri, nom oficial Echarri/Etxarri) és un municipi de Navarra, a la comarca de Cuenca de Pamplona, dins la merindad de Pamplona. Limita al nord amb Ziritza, al nord-oest amb Gesalatz, a l'oest amb Bidaurreta, a l'est amb Zabaltza i al sud amb Arraiza.

## Topònim
El municipi d'Etxarri ha solgut ser també conegut com a Echarri de Echauri en estar situat en la subcomarca de Val d'Echauri de la Cuenca de Pamplona. Aquesta denominació s'ha utilitzat per a distingir-lo d'altres localitats navarreses del mateix nom, encara que no ha tingut caràcter oficial. Existeixen diverses localitats denominades «Etxarri» a Navarra, com Etxarri-Aranatz i Etxarri Laraun. En la província iparraldetarra de Zuberoa hi ha també un Etcharry, que és el mateix topònim escrit amb ortografia francesa. Tots se situen en zones tradicionalment bascòfones.
Sobre el nom Etxarri l'etimologia aparentment més evident fa derivar el nom del basc, d'etxe (casa) i (h)arri (pedra), és a dir «casa de pedra». Sembla que va ser l'escriptor Arturo Campión qui va proposar aquesta etimologia afirmant a més que aquest nom tenia antigament en eusquera el significat de «castell», encara que això mai ha pogut demostrar-se. No obstant això filòlegs posteriors com Koldo Mitxelena o Jean-Baptiste Orpustan han explicat el nom de la població com una evolució de la paraula basca etxeberri (casa nova), que hauria seguit la següent evolució etxeberri→etxaberri→etxaerri→etxarri en els dialectes orientals de l'eusquera. Aquesta és la hipòtesi que més acceptació té en l'actualitat entre els filòlegs bascos.
Etxarri se situa en una zona històricament bascoparlant, encara que en el segle xix va passar a ser una localitat castellanoparlant. Actualment forma part de la Zona Lingüística Mixta. Tradicionalment el nom del municipi s'ha escrit Echarri i l'ajuntament segueix mantenint oficialment aquesta denominació. En eusquera sol ser transcrit com Etxarri, d'acord amb l'ortografia normalitzada de l'idioma.

## Demografia
| 1940 | 1950 | 1960 | 1970 | 1975 | 1981 | 1991 | 1999 | 2004 | 2005 | 2006 | 2007 |  |
| ---- | ---- | ---- | ---- | ---- | ---- | ---- | ---- | ---- | ---- | ---- | ---- |  |
|      |      |      |      |      |      |      | 51   | 67   | 65   | 69   | 67   |  |